# Мигел Найдорф
Мигел Найдорф или Мечѝслав На̀йдорф, с рождено име Мендел Найдорф (на полски: Mieczysław Najdorf; на испански: Miguel Najdorf) е полски и аржентински шахматист, гросмайстор от еврейски произход, станал известен със своята Сицилианска защита, Вариант Найдорф.

## Ранни години
Мечислав Найдорф първоначално е обучаван от Давид Пшепюрка, а след това от Ксавери Тартаковер, когото лично той многократно нарича „моят учител“.
В началото на своята шахматна кариера, през 1929, Найдорф побеждава Глюцберг в изключителна партия, наречена „Полската безсмъртна“. През 1930, взима участие в 6-о-7-о Първенство на Варшава, спечелено от Паулино Фридман. През 1931, Найдорф се класира на 2-ро място, след Фридман. През 1932, взима участие в 9-о-10-о Първенство на Варшава. През 1933, печели във Варшава. През януари 1934 се класира 2-ри, следд Рудолф Шпилман, във Варшава. През лятото на 1934, губи мач срещу Оред Карлин (1 -2 = 1). През 1934, печели Първенството на Варшава. През 1935, разделу 2-ро-4-то място с Паулино Фридман и Хенрих Фридман, след Савиели Тартаковер, на 3-тото първенство на Полша. Следва сензационната победа в мач срещу Савиели Тартаковер в Торун (2 -1 = 2). През 1936, поделя 1-вото място с Лайош Щайнер в първенството на Унгария. През 1937, е 3-ти на 4-тия шампионат на Полша в Юрата. През 1937, печели в Рогашка Слатина (Rohitsch-Sauerbrunn). През 1938 г. поделя 10-о-12-о място в Лодз. През 1939 г. е 6-и в Маргате.

## Постижения в Шахматни олимпиади
Найдорф 3 пъти играе за отборът на Полша на Шахматна олимпиада. През август 1935, мести на 3-та дъска в 6-ата Шахматна олимпиада във Варшава (+9 -2 =6). През август 1936, играе на втора дъска на неофициалната олимпиада в Мюнхен (+14 -2 =4). През 1937, играе на втора дъска на 7-ата Олимпиада в Стокхолм (+5 -3 =7).
Найдорф играе 11 пъти за отборът на Аржентина на Шахматни олимпиади в периода 1950 – 1976. Играе на първа дъска в Дубровник 1950 (+8 -0 =6) и Хелзинки 1952 (+11 -2 =3). Печели общо 11 медала от олимпиади (седем с отборите на Полша и Аржентина -4 сребърни, 3 бронзови, и 4 индивидуални – три златни 1939, 1950, и 1952, 1 сребърен 1962). Най-доброто отборно класиране с Найдорф в редиците постига Аржентина, която завършва на второ място в Хелзинки 1952.

## Аржентина
Изплашен от репресиите на Втората Световна война, през 1939 Найдорф решава да остане в Буенос Айрес, след като играе втора дъска за Полша в 8-ата Шахматна олимпиада. На последната си Олимпиада, изиграна за родината му, постига резултат 1939 (+12 −2 =4).